# Ana Fernández Militino
Ana María Fernández Militino é uma estatística espacial espanhola. Ela é professora de estatística e pesquisa operacional na Universidade Pública de Navarra. Apesar das convenções usuais para sobrenomes espanhóis, as suas publicações em inglês listam seu nome como "Ana F. Militino".

## Educação e carreira
Militino estudou matemática na Universidade de Zaragoza de 1976 a 1981, e completou o doutoramento em estatística em 1984 na Universidade da Estremadura. Após vários anos de trabalho como administradora pública, ela tornou-se professora da Universidade Pública de Navarra em 1990.

## Livros
Militino é co-autora, com Alan T. Arnholt e Maria Dolores Ugarte, do livro Probability and Statistics with R (Chapman & Hall / CRC, 2008), e autora de vários outros livros didácticos de estatística.

## Reconhecimento
Em 2010, a Associação Internacional de Geociências Matemáticas concedeu ao Militino o Prémio de Ensino John Cedric Griffiths.